# آرنشتاين
آرناشتاين (بالألمانية: Arnstein) هي بلدة ألمانية تقع في ألمانيا في Main-Spessart.